# Клето Гонсалес Вікес
Клето де Хесус Гонсалес Вікес (ісп. Cleto de Jesús González Víquez; 13 жовтня 1858 — 23 вересня 1937) — костариканський політик, шістнадцятий і двадцять третій президент Коста-Рики.

## Політична кар'єра
Здобув історичну та юридичну освіту.
1885 року працював секретарем посольства Коста-Рики у Сполучених Штатах Америки, а 1886 — у Гватемалі.
Від 1886 до 1887 року обіймав посаду державного секретаря в міністерстві закордонних справ, у 1887—1888 роках був державним міністром. 1889 року був призначений послом Коста-Рики у Нікарагуа, пізніше того ж року отримав портфель міністра закордонних справ.
Від 1902 до 1906 року був другим заступником президента. У 1902—1903 роках одночасно очолював міністерство фінансів і торгівлі. Також від 1904 до 1905 року обіймав посаду окружного адміністратора муніципалітету Сан-Хосе. Окрім того, його обирали головою Колегії юристів.

### Президентство
1906 року вперше був обраний на посаду президента Республіки. Його адміністрація відзначалась значною обережністю в управлінні, оскільки Гонсалес Вікес не мав більшості у Конгресі.
За його першої адміністрації було завершено будівництво залізниці до Тихого океану та видано перший закон про залізниці.
Під час свого другого врядування у 1928—1932 роках він використовував ідеї кейнсіанства, щоб подолати наслідки «Великої депресії». Він збільшив державні видатки та розширив громадські інфраструктурні проєкти.
До головних досягнень президента Гонсалеса Вікеса відносять ініціативу зі створення трудового кодексу, заснування Генеральної прокуратури Коста-Рики та створення 1932 року першого національного сервісу авіаперевезень.